# Himantopterus fuscinervis
Himantopterus fuscinervis là một loài côn trùng trong họ Zygaenidae thuộc bộ Lepidoptera. Loài này được Wesmael miêu tả năm 1836.